# Ambroise Detrez

Ambroise Détrez: Portrait Paul Gachet

Ambroise Augustine Détrez (* 4. März 1811 in Paris; † 28. Juli 1863 in Valenciennes) war Maler und Professor für Malerei an der Akademie der Künste in Valenciennes. 
Sein bekanntestes Werk ist das Bildnis des jungen Paul Gachet, den er zwischen 1850 und 1852 porträtierte. 